# Nouveau pont de la Rivière des Galets
Le nouveau pont de la Rivière des Galets est un pont routier français situé à la limite des frontières communales du Port et de Saint-Paul, à La Réunion. Livré durant la seconde moitié du mois de décembre 2020, cet ouvrage d'art de 430 mètres de long permet le franchissement de la Rivière des Galets par la route nationale 1. D'un coût de 80 millions d'euros, il remplace deux ponts plus anciens entre lesquels il a été érigé.